# Nemici di Dragon Quest
Questa pagina ospita le descrizioni di alcuni fra i nemici più rappresentativi della serie di videogiochi di ruolo giapponesi Dragon Quest. I nomi dei nemici fanno riferimento alla versione italiana del gioco Dragon Quest IX: Le sentinelle del cielo.

## Nemici Principali in Dragon Quest IX

### Slime
Lo Slime è il nemico più celebre, e il primo che il giocatore incontra in qualsiasi titolo della serie, essendo il più debole e quindi il più facile da battere. Ne esiste anche una versione di colore arancione e una di colore grigio, quest'ultima rara da incontrare e difficile da battere. Inoltre esistono anche il Bollaslime e Liquislime. Oltre a questi ci sono anche i re slime che però sono difficili da battere.

### Alabatt
Creatura abile nell'utilizzo di magie che confondono il giocatore. Si presenta come una farfalla gigante dal volto mostruoso, la cui bocca è colma di denti aguzzi.

### Vampistrello
Simile a un pipistrello, è di colore violaceo e ha due grandi occhi tondi posti sopra a una bocca perennemente spalancata in un ghigno, un paio di zampe, e una coda che gli sporge dal posteriore. Esiste anche il Vampistrello Giallo

### Sacco golosone
Si presenta come un sacco dalle fattezze mostruose, con il volto contratto in una smorfia satanica e al contempo parodica. Utilizza spesso l'attacco Stranadanza, la cui capacità è quella di esaurire i punti magia dell'avversario.

### Fuoco fatuo
Una fiamma mostruosa con due grandi occhi gialli che utilizza incantesimi di tipo fuoco.

### Spyr
Uno spettro avvolto da un manto di colore azzurro, che colpisce l'avversario con una grossa falce continuamente stretta tra le sue mani.

### Lampeggino
Un piccolo stregone dalla cui bacchetta magica escono spesso incantesimi di tipo fuoco, come Fiamma. Sul capo calza un grande cappello da stregone di colore verde.

### Martellus
Questo nemico imbraccia sempre un grosso martello, con il quale colpisce l'avversario.

### Nauseafungus
Un grosso fungo antropomorfo che addormenta l'avversario con il proprio respiro.

### Bollaslime
Un liquido verdastro con occhi e bocca che ha la capacità di avvelenare l'avversario.

### Verdestrello
Identico al vampistrello, ma di colore verde.

### Skeletro
Un scheletro guerriero che indossa una corazza e impugna una spada nella mano sinistra.

### Dottor Slime
Si presenta come una medusa dai tentacoli gialli, il cui volto blu è uguale a quello di uno Slime.

### Bandido
Un mostriciattolo di colore verde, perennemente riparato dietro ad uno scudo raffigurante un volto ghignante. Indossa un paio di mutande viola e impugna una spada.

### Solletinsetto
Un insetto mostruoso con un grande occhio al centro del volto; ha la capacità di paralizzare l'avversario.

### Grankiolon
Questo nemico è del tutto simile ad un grosso granchio mostruoso.

### Magus
Uno stregone abile negli incantesimi di difesa e offesa, suo unico attacco ai danni dell'avversario. Indossa un lungo mantello verde ed una tunica bianca.

### Cocco di mummia
Una mummia mostruosa e ostile, che attacca sempre per primi gli avversari più potenti.

### Paladino Slime
Un piccolo cavaliere coperto da un'armatura grigia, a cavallo di un grosso Slime verde.

### Scimpanzer
Un grosso scimmione gigantesco ricoperto da una peluria marrone chiaro.

### Torreslime
Una torre formata da tre grossi Slime posti uno sopra l'altro, di colore blu, arancione e verde.

### Melmortifero
Un grosso mostro il cui corpo è formato esclusivamente da fango.

### Armatura assassina
Una grossa armatura vivente, animata dagli spiriti degli spadaccini morti in battaglia.

## Dragon Quest VIII: L'Odissea del re maledetto: Regione di Farebury

### Slime
Lo Slime è il nemico più celebre, e il primo che il giocatore incontra in qualsiasi titolo della serie, essendo il più debole e quindi il più facile da battere. Ne esiste anche una versione di colore arancione e una di colore grigio, quest'ultima rara da incontrare e difficile da battere. Inoltre esistono anche il Bollaslime e Liquislime. Oltre a questi ci sono anche i re slime che però sono difficili da battere. Nella regione di Farebury compare solo lo slime normale di giorno e il bollaslime di notte.

### Dolcegatto
Una versione più debole del Rigatto che può attaccare o giocherellare. A differenza del Rigatto, è facilissimo che questo si metta a perdere tempo anziché colpire.

### Smacker
Simile a una lumaca con delle labbra esagerate, lo Smacker lecca i nemici impedendogli di combattere. Abbastanza comune di giorno e di notte.

### Vampistrello
Simile a un pipistrello, è di colore violaceo e ha due grandi occhi tondi posti sopra a una bocca perennemente spalancata in un ghigno, un paio di zampe, e una coda che gli sporge dal posteriore. Esiste anche il Vampistrello Giallo, che però non vive nei dintorni di Farebury. Di notte si può trovare un vampistrello dietro la cascata che sa schivare quasi tutti gli attacchi del gruppo.

### Satyro
Simile ad un fauno, questo umanoide suona una specie di ninnananna che addormenta subito i membri del gruppo.